# 馬海松
馬 海松（ま かいしょう、1905年1月8日 - 1966年11月6日）は、朝鮮の児童文学作家。本名は馬 湘圭（マ・サンギュ、마산규）。創作童話の執筆に生涯を捧げ、方定煥と共に朝鮮の児童文学運動を先駆を担う。その文才は菊池寛に認められ、『文藝春秋』の編集部に入り、のち『モダン日本』の社長となる。朝鮮人にして日本の文化界の一流文人として活動した。詩人の馬鍾基は子。

## 略歴
1905年1月8日、京畿道（現：黄海北道）開城市大化洞52番地に生まれる。父は木川馬氏の馬応輝、母は密陽朴氏の朴光玉で、7人兄妹の6番目である。幼名は昌録。6歳の頃から書堂で漢文を習い、1912年、7歳で開城第一公立普通学校に入学、1916年に卒業する。そして、日本人が設立した仏教系の開城学堂に進む。日系の学校のため、1919年に三・一独立運動が起こったとき、馬は参加することができなかった。1917年、12歳のとき、家の取り決めで文女と結婚するが、馬はこうした早婚の風習に反発し、夫婦生活はなかった。
開城学堂を卒業すると、しばらく別の書堂に通うが、上京し、中央高等普通学校に入学する。しかし、まもなく、同盟休学に参加することとなり、開城に戻った。開城に戻ると高漢承、秦長燮らと『麗光』の同人になる。1920年、再び上京し、普成高等普通学校に入学するが、またも同盟休学が起こり、学業が中断してしまう。その年の12月、馬は日本に渡り、東京の日本大学芸術科に入学する。そこで「同友会」に参加し、夏休みには洪海性、金祐鎮、洪蘭坡、尹心悳、趙明熙、黄錫禹ら20余名と朝鮮各地を巡回講演し、啓蒙活動を行う。1922年には開城の青年達が中心となった「緑波会」に参加し、孔鎮恒、李基世、金泳俌、高漢承、秦長燮らと活動した。
1923年、馬は、朴弘根が主宰する児童向け雑誌『セッピョル（샛별）』に最初の創作童話を寄稿する。さらに朴弘根が組織する「松都少女歌劇団」に加わり、地方巡回公演を手伝う。このころ、順という名の女性と恋に落ちるが、父に反対され、一時、外出を禁じられさえした。この経験が、馬が、子供の大人に対する反抗心を童話に描くきっかけとなっている。1924年、馬は再び日本に渡ると、菊池寛を訪ねた。そして自身の思いを菊池に伝え、菊池は馬を気に入り、またその才能を見込んで、『文藝春秋』の創刊の際、編集部に入部させる。同じ年、「セクトン会」の同人になり、方定煥が主宰する『オリニ（어린이）』にも参加する。日本大学に籍を置きながら、文筆活動を続け、多忙な日々を送った。そうした無理のせいか、肺を患い、1928年、千葉県の船形海浜に4ヶ月ほど療養し、さらに長野県富士見療養所に入院し11ヶ月ほど療養する。1929年10月、やっと退院すると、翌1930年、『モダン日本』の社長になる。朝鮮人が、東京でこれだけの成功を成し遂げたことで、日本の文化界で一躍有名人になった。当時の人気女優、水久保澄子や菊池寛の秘書、佐藤碧子から交際を求められたが、それを拒み、1937年、馬は、舞踊家の朴外仙と再婚する。
1945年1月、家族で朝鮮に帰国、その年の8月15日に朝鮮で解放を迎える。9月、松都学術研究会の委員長になり、1947年には、ソウル市鍾路区明倫洞に引っ越す。
1950年1月、国防軍韓国文化研究所の所長を務め、朝鮮戦争が勃発すると、『勝利日報』顧問として従軍する。1951年、空軍従軍文人団（蒼空倶楽部）を結成し、団長になる。戦争中も筆を置くことはなかったが、この時期は童話よりも随筆を書いている。1957年、方基煥、姜小泉、李鍾桓らと「オリニ憲章」を起草・発表し、1959年に昌慶苑に憲章全文を記した碑を建てる。日韓国交回復後の1963年には文藝春秋社の招請で24日間、日本を旅行する。
1966年3月、城北区貞陵洞に引っ越す。その年の、11月6日、脳溢血で倒れ、昏睡状態に陥ったまま、午後9時に死去。遺骸は京畿道楊州市の金谷カトリック墓地に埋葬された。

## 年譜
- 1905年1月8日、京畿道開城市大化洞に生まれる。
- 1912年、開城第一公立普通学校に入学。
- 1916年、開城学堂に入学。
- 1917年、文女と結婚。
- 1919年、中央高等普通学校に通うが、同盟休学する。
- 1920年、普成高等普通学校に通うが、同盟休学する。
- 1921年、渡日、東京の日本大学芸術科に入学。
- 1922年、「同友会」の朝鮮巡回講演のため、帰国。
- 1924年、再渡日、日本大学に通いながら、文藝春秋社に入社する。
- 1927年、肺患を患う。
- 1930年、『モダン日本』の社長を務める。
- 1937年、朴外仙と結婚。
- 1939年、長男、鍾基が生まれる。
- 1941年、次男、鍾壎が生まれる。
- 1944年、長女、珠海が生まれる。
- 1945年、家族を連れ、帰国。
- 1945年9月、松都学術研究会の委員長を務める。
- 1947年、ソウル市鍾路区明倫洞3街143番地に引っ越す。
- 1950年1月、国防部韓国文化研究所の所長を務める。
- 1950年10月、国防部政訓局編集局の顧問を務める。
- 1950年、『勝利日報』の顧問を務める。
- 1951年、空軍の文人団の団長を務める。
- 1953年、オリニ憲章を作り発表。
- 1959年1月、自由文学賞を受賞。
- 1964年、韓国文学賞を受賞。
- 1966年3月、城北区貞陵洞5の9番地に引っ越す。
- 1966年11月6日、脳溢血で死去。

## 作品
- 1934年、『海松童話集』（開闢社）
- 1941年、『亦君恩』
- 1947年、『토끼와 원승이』（新丘文化社）
- 1948年3月、『片片想』（新文化社）
- 1953年、『戰塵의 人生』（世文社）
- 1953年、『떡배 단배』（学園社）
- 1953年、『社會와 人生』（世文社）
- 1958年、『砂粒古今』
- 1958年、『饒舌録』（新太陽社）
- 1959年、『앙그리께』
- 1961年、『아름다운 새벽』（民衆書館）
- 1962年、『馬海松童話集』（民衆書館）
- 1962年、『馬海松児童文学読本』（乙酉文化社）
- 1962年、『午後의 座席』（語文閣）